# Joseph Ryelandt
Joseph Marie Victor Ryelandt (7 de abril de 1870 - 29 de junio de 1965) fue un compositor y profesor de música belga. Es conocido por la música vocal sagrada, incluyendo varios oratorios y misas. 

## Vida
Joseph Victor Marie Ryelandt nació en Brujas, en una familia burguesa adinerada, para quien la cultura, la tradición y la religión católica eran importantes. Lo mismo para la música, que la familia practicaba mucho. Desde su infancia, tuvo lecciones de música, que estudió asiduamente, hasta 2 horas y media por día. 
Incluso como adolescente se dio cuenta de que su verdadero destino era la música. Pero ante la insistencia de su madre, primero fue a la universidad, a estudiar filosofía y luego Derecho: su padre, que había muerto cuando José tenía solo siete años, había sido abogado. Sin embargo, mientras estaba en la universidad, continuó sus actividades musicales, incluida la composición, aunque solo había tenido unas pocas lecciones de armonía. Finalmente, persuadió a su madre para que le mostrara algunas de sus composiciones a Edgar Tinel, en ese momento uno de los músicos más apreciados de Bélgica. Tinel nunca había aceptado estudiantes privados (ni él volvería a hacerlo nunca), "pero", escribió, "Me dejé conquistar porque este joven, algún día será alguien. Me tocó una sonata suya. Yo estaba estupefacto. Ya es alguien, pero nunca ha estudiado. Este compañero ha escrito sonatas, tríos, variaciones, dúos... ”. Su madre cedió, y desde 1891 hasta 1895, Joseph estudió con Tinel. 
Tras finalizar de estudiar con Tinel, pudo dedicarse exclusivamente a la composición, por ser un medio financiero independiente. Los años entre 1895 y 1924 fueron los de mayor productividad. 
La Primera Guerra Mundial afectó gravemente su situación financiera, y tenía una familia que cuidar, ya que en 1899 se había casado con Marguerite Carton de Wiart (1872–1939) con la que había tenido ocho niños. Se vio obligado a encontrar un puesto, y en 1924 fue nombrado director del Conservatorio Municipal de Brujas, una función que venía con una carga docente. Lo asumió con cierta reticencia, pero descubrió que disfrutaba la enseñanza, incluso "lamentando no haber entrado en la profesión docente hasta que tenía 54 años". Siguió componiendo, aunque a un ritmo más lento. Además, dejó de componer oratorios, que consideraba sus obras más importantes, pero eso se debió al menos a la muerte de Charles Martens (1866–1921), su libretista al igual que su mecenas, incansable defensor de su música y, sobre todo, su amigo, cuyo nombre nunca mencionó sin añadir "mi buen amigo" o una expresión similar. 
Su vida estuvo ocupada: tomó un curso de contrapunto en el Conservatorio de Gante, organizó una serie de conciertos de gran éxito en su propio Conservatorio, participó en la organización del Concurso Internacional de Música Reina Isabel de Bélgica, etc. Le llegaron muchos honores. Se le pidió que compusiera el Te Deum para el centenario de la independencia de Bélgica; fue nombrado miembro de la Academia Belga en 1937 y barón en 1938. Pero su vida privada fue entristecida por el lento deterioro de la salud de su esposa, quien murió en 1939. 
La Segunda Guerra Mundial y las miserias y preocupaciones que conllevaba hicieron que su composición se ralentizara aún más: no escribió nada en absoluto entre 1940 y 1942, y solo unas pocas obras de música de cámara entre 1943 y 1948, cuando dejó de componer por completo. En 1943, la administración alemana obligó a Ryelandt a renunciar, pero fue reincorporado después de la liberación de Bélgica en 1944. En 1945 se jubiló. Dedicó su retiro a la literatura, escribiendo poesía (incluidas varias traducciones al francés de su poeta favorito en lengua holandesa Guido Gezelle) y leyendo clásicos, muchos de ellos con fuertes contenidos religiosos: la Biblia, las obras completas de Shakespeare, Joost van den Vondel. y Paul Claudel, así como Dante, Pascal y Teresa de Jesús. Murió a los 95 años, en su amada Brujas y "sin molestar a nadie", como había deseado, después de una breve enfermedad.

## Trabajos
La producción de Ryelandt es mayor que su último número de opus, 133, o más bien que la suma total de los 117 números de opus que no repudió, sugeriría. Ryelandt destruyó no solo las obras inéditas, sino también algunas publicadas, algunas de ellas por una casa prestigiosa como Breitkopf & Härtel. 